# 1893 Jakoba
1893 Jakoba eller 1971 UD är en asteroid i huvudbältet som upptäcktes den 20 oktober 1971 av den Schweiziska astronomen Paul Wild vid Observatorium Zimmerwald. Den har fått sitt namn efter Jakob Oberholzer, släkting till upptäckaren.
Asteroiden har en diameter på ungefär 12 kilometer.